# Ophion variegatus
Ophion variegatus is een insect dat behoort tot de orde vliesvleugeligen (Hymenoptera) en de familie van de gewone sluipwespen (Ichneumonidae).

## Kenmerken
De voorvleugellengte meet 14 tot 16 mm. De antenne heeft 53 tot 62 antennesegmenten. De segmenten zijn 3 tot 3,5 keer zo lang als breed.

## Habitat
Ophion variegatus komt voor in verschillende habitats, variërend van halfopen bossen tot tuinen en heggen.